# Neil Frank
Neil Laverne Frank (n. 11 de setembro de 1931) é um meteorologista americano e ex-diretor do Centro Nacional de Furacões (NHC) na Flórida. Ele foi fundamental para o avanço dos aspectos científicos e informativos da previsão de furacões. Ele se aposentou em 2008 como meteorologista-chefe da KHOU-TV em Houston.

## História inicial e família
Frank cresceu em Wellington, Kansas, e frequentou o Southwestern College, nas proximidades. Depois de receber seu diploma de bacharel em química em 1953, seguido de treinamento militar em previsão do tempo, ele mudou-se para a Universidade Estadual da Flórida, onde obteve seu mestrado e doutorado e licenciatura em meteorologia.
Frank é casado há mais de 60 anos e tem três filhos adultos, 10 netos e cinco bisnetos.

## Carreira no NHC
Antes de sua graduação em meteorologia, Frank serviu na Força Aérea dos Estados Unidos, onde recebeu treinamento como oficial meteorológico. Em 1961, ele começou a trabalhar como meteorologista para o National Hurricane Center. Ele foi nomeado diretor do Centro em 1974. Enquanto diretor, o Dr. Frank também atuou como presidente do Comitê Internacional de Furacões, que coordena alertas de furacão na América do Norte. Ele também participou de experimentos meteorológicos conduzidos na costa africana. Em 1987, ele foi chamado para testemunhar como perito perante a Comissão de Comércio, Ciência e Transporte do Senado dos Estados Unidos. Desde 2018  Frank é o diretor da NHC com mais tempo de serviço.
Como diretor da NHC, Frank estava frequentemente nos noticiários quando os furacões ameaçavam, aparecendo em várias entrevistas com o então âncora da CBS Dan Rather, cujo início de carreira incluiu a cobertura de vários furacões.
Durante o furacão Allen em 1980, Frank usou uma estação de rádio amador para se comunicar diretamente com o Brownsville Weather Center, no Texas, depois que ele perdeu todos os seus links de comunicação convencionais. O único elo de comunicação restante entre o Hurricane Center e Brownsville era a estação de rádio amador com bateria. NHC e Brownsville discutiram o estranho comportamento do olho do furacão Allen enquanto ele estagnou na costa do Texas por quase 2 horas.

## Carreira de radiodifusão
Em junho de 1987, Frank se aposentou do National Hurricane Center e se juntou à afiliada da CBS de Houston, a KHOU-TV. Ele já era bem conhecido do público de Houston por seus relatórios como diretor do National Hurricane Center, especialmente durante o furacão Alicia, que atingiu a costa perto de Houston em 1983. Frank foi o meteorologista-chefe da estação de televisão por mais de 20 anos e recebeu vários prêmios. Em dezembro de 2007, Frank anunciou que se aposentaria das transmissões da KHOU-TV no ano seguinte. Na segunda-feira, 19 de maio de 2008, Frank anunciou no noticiário das 22h que se aposentaria no final de maio.  Ele continuaria a fornecer à estação projetos meteorológicos especiais e cobertura contra furacões.

## Aquecimento global
Frank é signatário de An Evangelical Declaration on Global Warming, que afirma que "a Terra e seus ecossistemas - criados pelo desenho inteligente e poder infinito de Deus e sustentados por Sua fiel providência - são robustos, resilientes, auto-regulados e auto-corrigidos."

## Associações profissionais e prêmios
- Eleito para o conselho, American Meteorological Society, mandato 1989-1992.
- Primeiro lugar no Texas Press Awards de 1989, Melhor previsão do tempo.
- Recebedor do Prêmio Belo William H. Seay em 2004.